# Ledicia Sola
Ledicia Sola (Orense, Galicia, España 27 de marzo de 1978) es una actriz española.

## Biografía
Ledicia Sola es una actriz muy conocida en Galicia por sus papeles en las series Os Atlánticos y O nordés, y en el resto de España por sus personajes en las series Periodistas, HKM o Gran Reserva. En el ámbito cinematográfico destaca su papel como Nina en Os Fenómenos, por el que recibió el Mestre Mateo a la Mejor Actriz de Reparto 2015, Pilar en El patio de mi cárcel y como la Viguesa en A esmorga junto a Karra Elejalde.

## Filmografía

### Televisión
- Rías Baixas como Vanessa (2000)
- Galicia exprés, como Uxía (2001)
- Abogados, personaje episódico (2001)
- Pequeño hotel, personaje episódico (2001)
- Periodistas, como Aissa (2001)
- Ana y los siete, como Marta (2003)
- Cala reial, reparto. TV movie (2003)
- As leis de Celavella, como Susana (madre de don Tomás, el cura) (2004)
- El comisario, un episodio: Fuego y plomo (2006)
- En buena compañía, personaje episódico (2006)
- C.L.A. No somos ángeles, personaje episódico (2007)
- HKM, como Mónica (2008 - 2009)
- Os Atlánticos, como Laura (2008 - 2009)
- Hablan, kantan, mienten, como Mónica (2008 - 2009)
- Gondar, un episodio: A herdanza dos faraóns (2009)
- O Nordés, como Eva Mouzo (2009)
- Gran Reserva, como Mónica Robledano (2010 - 2011)
- Maratón, como Saamira. TV movie (2013)
- Amar es para siempre, como Montserrat "Montse" Feliu (2013)
- Pazo de familia, como Sofía Salgado (2015)
- La Xirgu, l'actriu, como Josefina. TV movie (2016)
- Seis Hermanas, como Leticia Sáez (2016)
- El final del camino, personaje episódico (2017)
- Vivir sin permiso, como Elisa Carballo (2018-2020)
- Pequeñas coincidencias, personaje episódico (2021)

### Largometrajes
- Hotel Tívoli, como Isabel. Dir. Antón Reixa (2007)
- El patio de mi cárcel, como Pilar. Dir. Belén Macías (2008)
- Años después, como Monse. Dir. Laura Gárdos Velo (2011)
- Los fenómenos, como Nina. Dir. Alfonso Zarauza (2014)
- A Esmorga, como Viguesa. Dir. Ignacio Vilar (2014)

### Cortometrajes
- Las tetas más bonitas del mundo, como una chica. Dir. Eneko Obieta (2004)
- Bos dias, reparto. Dir. Dani de la Torre (2006)
- S.Ó.S, reparto. Dir. Antonio Mourelos (2007)
- Susurros, como Elvira (voz). Dir. Carlos Castel (2008)
- El gol en propia meta, reparto. Dir. David Trueba (2012)
- A través del espejo, como Alicia. Dir. Iván Mena (2014)
- Papá llevaba peluca, como Marta. Dir. Chema Montero (2016)

### Teatro
- Las chicas de Essex, de Rebecca Prichard. Dir. Pablo Calvo (1999-2000)
- Medea, de Eurípides. Dir. Michael Cacoyannis (2001)
- Pentesilea, de Heinrich von Kleist. Dir. Peter Stein (2002)
- Donde hay agravios, no hay celos, de Rojas Zorrilla. Dir. Ignacio Sánchez Pascual (2005)
- Ice Cream, de Caryl Churchill. Dir. Darío Facal (2005)
- Atila furioso, de Cristóbal de Virués. Dir. Darío Facal (2006)
- A ópera de a patacón, de R. Vidal Bolaño. Dir. Marcos Orsi (2006)
- Historia de amor, de Jean Luc Lagarce. Dir. Darío Facal (2008)
- Madrid Laberinto XXI, de Darío Facal. Dir. Darío Facal (2009)
- Habla por ti, de Ignacio Gabasa. Dir. Ignacio Gabasa (2010)
- La herencia, de Ignacio Gabasa. Dir. Ignacio Gabasa (2010)
- La vida imaginaria de Bonnie & Clyde, de Darío Facal y Peru Saizprez. Dir. Darío Facal (2011)
- El amor es un asco: Él, de Ignacio Gabasa. Dir. Ignacio Gabasa (2011)
- El amor es un asco: Ella, de Ignacio Gabasa. Dir. Ignacio Gabasa (2011)
- El apagón, de Peter Shaffer. Compañía Yllana (2011)
- Apalancada, de Ignacio Gabasa. Dir. Ana Risueño (2012)
- Verano, de Jorge Roelas. Dir. Tamzin Townsend (2012)
- Amigos ata morte de Javier Veiga. Dir. Javier Veiga (2015)